# Namnpublicering
Med namnpublicering avses att i ett massmedium publicera namn och/eller bild på en person som identifierar personen för en bred allmänhet. 

## Namnpublicering i svenska massmedier
De regelverk och publiceringsetiska rutiner som styr namnpublicering varierar mellan olika länder. Enligt det svenska pressetiska systemet måste en ansvarig utgivare, inför en namnpublicering, väga allmänintresse mot publicitetsskada,:2m2s vilket beskrivs i Pressens publicitetsregler och där syftet är att dra en gräns för vad en människa ska behöva tåla i offentligheten. Utgivaren ska också noga överväga konsekvenserna av en namnpublicering som kan skada människor, vilket är ett undantag från huvudregeln om konsekvensneutralitet.
I Sverige sker namnpubliceringen ofta med hänvisning till ett uppfattat eller påstått "allmänintresse". Ofta handlar det om namnpublicering av en person som är misstänkt för ett lagbrott. Namnpublicering i Sverige ska utgå från Publicitetsreglerna, särskilt regel 15 som handlar om att noga överväga konsekvenserna av namnpublicering. Hänsyn ska tas till om det gäller ett brott begånget i tjänsten eller i den privata sfären. Vid avvägning finns en risk för sammanblandning mellan intresse hos en snäv läsekrets och ett intresse hos den breda allmänheten. Det har förekommit sammanblandning mellan ett allmänintresse för en stor händelse, och ett allmänintresse för att koppla denna händelse till en person.
Ibland anförs att personer som själva har sökt offentligheten får utstå mer, men Pressens opinionsnämnd har tydligt markerat att även kändisar, som inte är makthavare, har rätt till en skyddad sfär.
Ett återkommande resonemang från vissa publicister är att ingen publicering är den andra lik och att det därför vore meningslöst att motivera en namnpublicering. Juridikprofessorn Mårten Schultz menar att ett sådant resonemang är att underkänna att man har en principiell grund för sina ställningstaganden.
Bristande motivering vid en publicering, med eller utan namn, riskerar att undergräva tilliten till media. Det har förekommit resonemang att en egen namnpublicering skulle vara motiverad för att andra och mindre nogräknade aktörer redan har publicerat namnet, och att mängden av publiceringar i frågan från dessa aktörer i sig skulle utgöra en grund till publicering.:11m32s Att motivera en namnpublicering med att många redan vet vem det handlar om avviker från hur pressetiken brukar tillämpas. För vissa publicister är mediets räckvidd är en faktor vid beslut om namnpublicering.
Katarina Wennstam sade 2019 att det förekommer en växelverkan där massmedia låter sociala medier gå i fronten för namnpubliceringar medan massmedia inväntar effekterna av dessa för att sedan rapportera om dessa effekter.

### Tillämpliga publicitetsregler
Pressombudsmannen Ola Sigvardsson listade 2019 tre kriterier värda att överväga vid en tänkt namnpublicering:
- händelsens allvar (Ju allvarligare en händelse är desto större skäl kan det finnas att berätta vem som är ansvarig.)
- beläggens styrka (Det måste vara säkerställt så långt det är möjligt att uppgiften stämmer.)
- den berördes roll i samhället (Om det handlar om en offentlig person, till exempel en politiker, kan allmänintresset kring händelsen vara större än om det bara berör en privatperson.)

I pressens publicitetsregler finns ett stycke med rubriken "Var försiktig med namn" som innehåller tre regler som rör namn- och bildpublicering:
- Regel 15: "Överväg noga konsekvenserna av en namnpublicering som kan skada människor. Avstå från sådan publicering om inte ett uppenbart allmänintresse kräver att namn anges."
- Regel 16: "Om inte namn anges undvik att publicera bild eller uppgift om yrke, titel, ålder, nationalitet, kön eller annat, som gör en identifiering möjlig."
- Regel 17: "Observera att hela ansvaret för namn- och bildpublicering faller på den som återger materialet."

Utöver dessa finns även följande regler som manar till respekt för den personliga integriteten samt oskuldspresumtionen:
- Regel 7: "Överväg noga publicitet som kan kränka privatlivets helgd. Avstå från sådan publicitet om inte ett uppenbart allmänintresse kräver offentlig belysning."
- Regel 14: "Tänk på att en person, misstänkt för brott, i lagens mening alltid betraktas som oskyldig om fällande dom inte föreligger. Den slutliga utgången av en skildrad rättssak bör redovisas."

Vid rapportering kring krigsfångar gäller, utöver de medieetiska reglerna, även krigets lagar (tredje Genèvekonventionen). Syftet är att bevara krigsfångars värdighet, och en nödvändighet att skydda dem från skada både under fångenskap och efter frigivning.

## Konsekvenser av namnpubliceringar
Namnpubliceringar kan leda till allvarlig och irreparabel skada för en utpekad. I andra fall, då en förövare medvetet söker uppmärksamhet eller martyrstatus, kan det istället gynna denne. Beslut om enskild namnpublicering där utgivaren tar sådan hänsyn medför att denne bryter mot principen om konsekvensneutralitet, medan efterföljande av på förhand uppställda regler kan undvika en sådan konflikt.
En annan konsekvens av namnpubliceringar är att det också kan skapas mediedrev. Ett mediedrev kan kännas igen genom att det sker en sänkning av kravet på allmänintresse. En sänkning av kraven på allmänintresse, besluten om namnpublicering och på vilka grunder besluten tas måste vara begripliga för allmänheten. En konsekvens är annars att namnpublicering skapar en godtycklighet och förvirrar läsarna om när det är okej eller inte att publicera namn.
En namnpublicering kan försvåra en brottsutredning och minska bevisvärdet av ett vittne. Namnpublicering av oskyldiga kan påverka vittnens minnesbilder. Namnpublicering av skyldiga underminerar vittnens trovärdighet. Utpekanden påverkar rättsväsendet negativt och riskerar att i förlängningen sätta rättsväsendet ur spel.
Ett utpekande kan leda till irreparabel publicitetsskada, både för den som pekas ut men även för dennes anhöriga, till exempel minderåriga barn. Konsekvensen kan vara så allvarlig att den utpekades anhöriga försätts i livsfara. Ett utpekande av en anklagad kan även underlätta identifiering av anmälaren.:2m58s Felaktiga utpekanden kan utgöra förtal.

## Uppmärksammade namnpubliceringar
- Namnpublicering av en misstänkt tidigt i utredningen av mordet på Anna Lindh 2003 – Det ledde till ett förtalsmål vars utgång 2013 bedömdes öppna för fler kvittningar av rättegångskostnader och därmed att fler medier skulle komma att vilja göra upp i godo
- Namnpublicering av en person misstänkt för terroristbrott 2015
- Namnpubliceringar i samband med #metoo 2017. Alla av de största svenska medierna kom senare att fällas  för sina publiceringar av antingen Pressens opinionsnämnd eller av Granskningsnämnden.
- En åklagare beslutade 2023 om namn- och bildpublicering av misstänkta som därefter pekades ut i programmet Efterlyst och bara timmar senare mördades fadern till en av de misstänkta. Åklagaren anmäldes till JO. Riksåklagaren yttrade att det inte hade framkommit något orsakssamband mellan publiceringen och mordet.[16][17]
- Vid månadsskiftet september/oktober 2023 publicerade Expressen namn och bild på en på sannolika skäl häktad (men inte åtalad) person, vars radhus några timmar senare sprängdes och totalförstördes, vilket orsakade kraftiga skador och brand i intilliggande hus och grannar tvingades evakuera sina bostäder. Expressens chefredaktör motiverade publiceringen med "ett exceptionellt nyhetsläge". Sveriges Radios Medierna sade att det ur pressetisk synpunkt var en "extremt offensiv namnpublicering".[18]
- I augusti 2024 publicerade Svenska Dagbladet namn och bild på ryska krigsfångar i Ukraina.[12]

## Fotnoter